# Histoire des chemins de fer au Cameroun

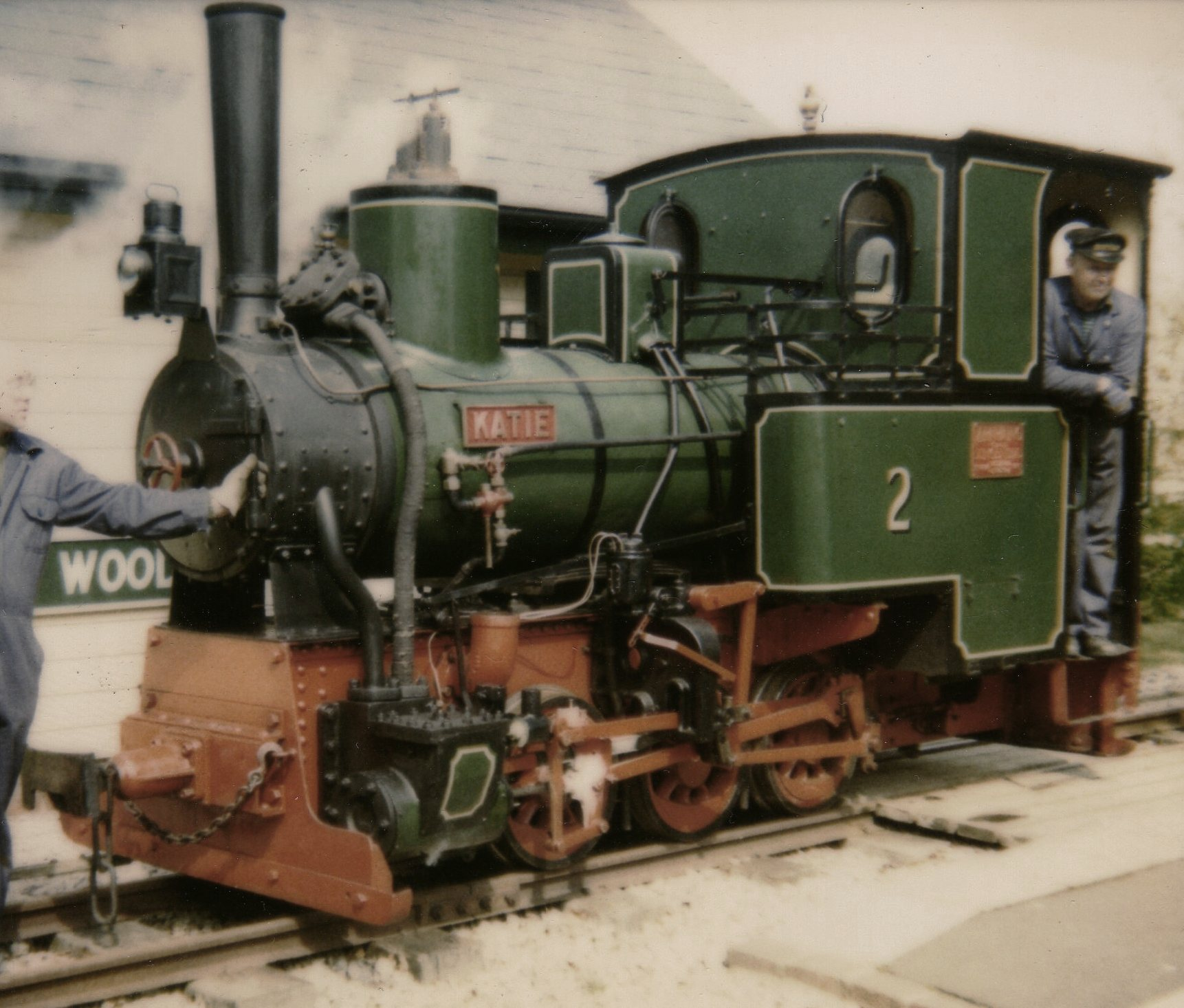
Locomotive Arne Jung préservée, autrefois utilisée dans les plantations de sucre au Cameroun.

L'histoire des chemins de fer au Cameroun a commencé au début du XXe siècle.

## Période coloniale

### La colonisation allemande
La topographie du Cameroun était défavorable à la construction de chemins de fer : des montagnes et une ceinture forestière dense dans l'arrière-pays du plus grand port, Douala, ont longtemps empêché l'entrée du Cameroun dans l'ère ferroviaire.
Le premier chemin de fer mis en service au Cameroun était une ligne Feldbahn à voie étroite de 600 mm (1 ft 11+5⁄8 in), construite par la société privée Société de plantation d'Afrique de l'Ouest de Victoria (en allemand : Westafrikanische Pflanzungsgesellschaft Victoria). Au départ, ce chemin de fer reliait Zwingenberger Hof à Soppo, près de Buéa, la capitale coloniale du Cameroun allemand de 1901 à 1919, au petit port de Victoria, aujourd'hui Limbé, et offrait également des services de transport de passagers,.
Le deuxième chemin de fer construit au Cameroun était le chemin de fer Douala-Nkongsamba, long de 160 kilomètres (99 mi), également connu sous le nom de Chemin de fer du Nord (en allemand : Nordbahn), construit entre 1906 et 1911 de Bonabéri (en face de Douala sur l'estuaire du fleuve Wouri) à Nkongsamba,. La Société des chemins de fer du Cameroun (en allemand : Kamerun-Eisenbahn-Gesellschaft) a été créée à cette fin en 1906. 
Le troisième chemin de fer était le chemin de fer Douala-Ngaoundéré, également connu sous le nom de chemin de fer central (en allemand : Mittellandbahn). La construction de la troisième ligne a été réalisée par une société privée allemande à partir de Douala en 1910. Au mois de Juin 1914 la gare d'Éséka est ouverte au trafic des marchandises et des voyageurs. Cette gare d'abord appelée Ngouwang, du nom d'un chef local, fut renommée Éséka le 22 avril 1914.
Ces deux lignes ont été construites avec un écartement de 1 000 mm (3 ft 3+3⁄8 in) et ont établi les normes pour la construction future des chemins de fer au Cameroun.

### Les mandats français et britanniques

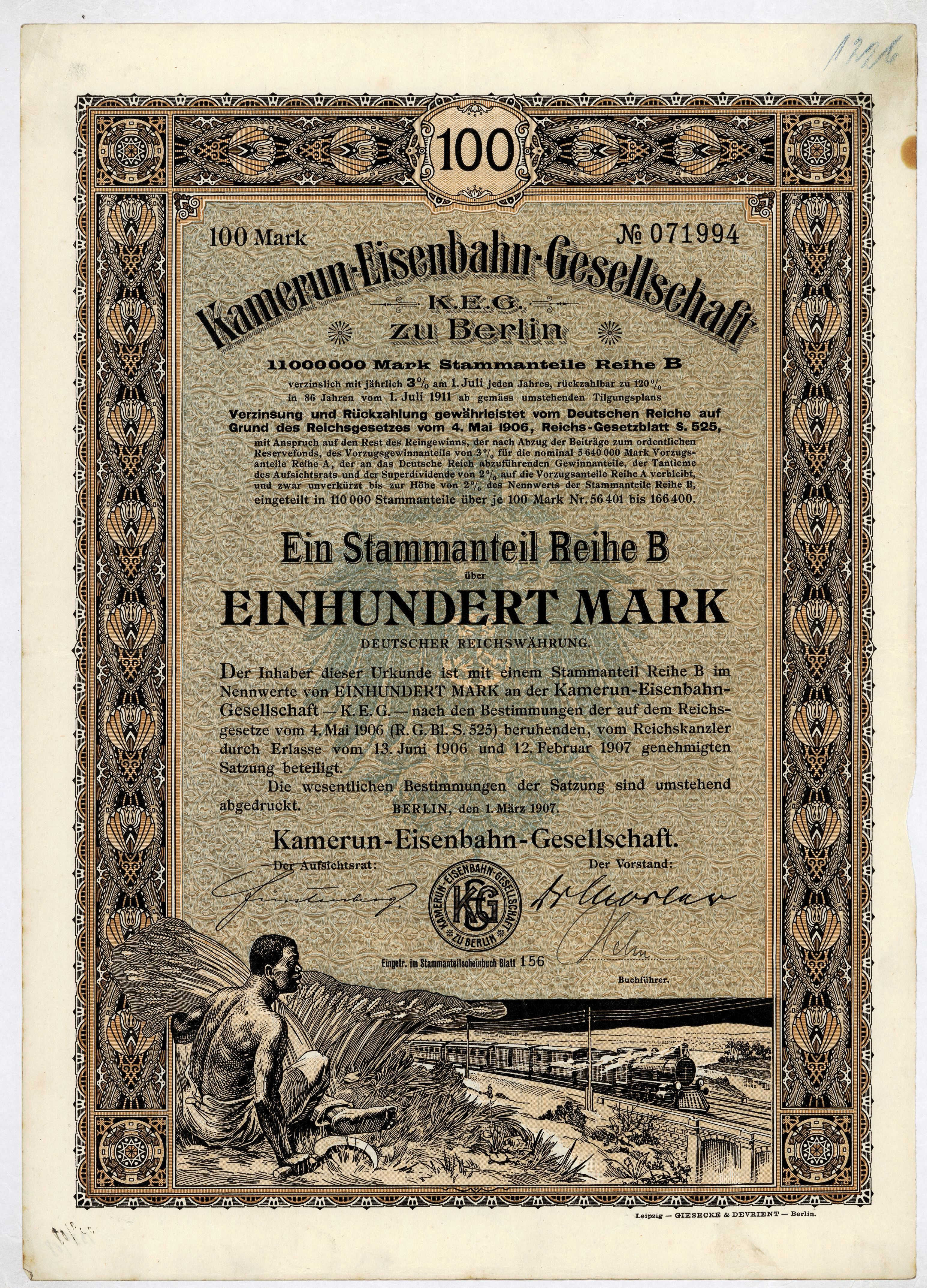
Action de la Compagnie des chemins de fer du Cameroun, émise le 1er mars 1907.

Après le traité de Versailles, le Cameroun allemand fut partagé entre la France et le Royaume-Uni, la plus vaste partie de l'ancien Cameroun allemand, située à l'est est accordée à la France en tant que mandat de la Société des Nations, le reste, la partie de l'ancien Cameroun allemand, située à l'ouest, à la frontière du Nigeria britannique étant elle accordé au Royaume-Uni.
Le mandat de la Société des Nations n'a pas incité les puissances coloniales françaises à investir davantage dans les chemins de fer camerounais. Dans un premier temps, elles se sont contentées de remettre en état de fonctionnement les lignes construites sous la domination allemande. Le Chemin de fer du Nord et le Chemin de fer central ont été fusionnés sous le nom de Chemins de fer du Cameroun (CFC), mais ont continué à fonctionner comme deux réseaux distincts.
Sous le mandat français, la construction du chemin de fer central s'est poursuivie avec l'ouverture au transport des passagers et des marchandises de deux nouveaux tronçons le 1er avril 1920: le tronçon métrique Éséka (kilomètre 173) - N'Jock (kilomètre 181) et le tronçon  N'Jock - Makak en voie Decauville (600 mm),. La gare d'Otélé fut inaugurée le 16 mai 1926 et le rail atteint Yaoundé en aout 1926. Le siège de l'administration coloniale y est alors transféré. La fermeture de la brèche vers Mbalmayo fut d'abord réalisée par un chemin de fer de 600 mm (1 ft 11+5⁄8 in) à partir d'Otélé au kilomètre 249, mis en exploitation le 2 novembre 1927, avec une force motrice et du matériel roulant Feldbahn. Ce n'est qu'en aout 1933 que l'extension a été convertie à l'écartement métrique.
Le passage à l'exploitation diesel fut accéléré à partir de 1950, car tout le charbon devait être importé d'Afrique du Sud, ce qui entraîna à plusieurs reprises des irrégularités dans le déroulement de la livraison. En 1955, un lien structurel a été établi entre le Chemin de fer central et le Chemin de fer du Nord, via une section de ligne de 12 kilomètres de long et un pont de 1 850 mètres de long sur le fleuve Wouri.

## Indépendance
Indépendant à partir de 1960, le Cameroun a consacré ses premiers efforts en matière de transport ferroviaire à la construction d'une branche de 29 kilomètres de long (18 mi) du Northern Railway à Kumba. Cette ligne a été mise en service en 1969.
Le plus grand projet de la nouvelle République était une extension de 622 km (386 mi) du chemin de fer central de Yaoundé à Ngaoundéré, connu sous le nom de transcamerounais ou chemin de fer trans-camerounais. Le financement du segment Yaoundé-Bélabo, d'un montant de 37,85 millions de dollars, a été assuré par le Marché commun européen, la France et l'USAID. La construction a commencé fin 1964 et a été mise en service en 1974, et l'étendue maximale atteinte par le réseau ferroviaire était de 1 120 km (700 mi).
Dans les années 1970, la Cameroon Development Corporation (CDC) a commandé un nouveau chemin de fer similaire au réseau WAPV original du Cameroun, et immédiatement à l'est de celui-ci. Les rapports concernant son écartement varient entre 600 mm (1 ft 11+5⁄8 in) et 610 mm (2 ft). Une section à niveau inférieur du Chemin de fer central a été partiellement détournée entre 1975 et 1983. Cependant, la ligne a été fermée au-delà de Nkongsamba, et certaines des voies ont été supprimées.
La vague de privatisation mondiale a atteint le réseau ferroviaire du Cameroun en 1996. Une concession de 30 ans (20 ans ?) pour l'exploitation du réseau a été attribuée le 19 janvier 1999 à Camrail, une filiale du Groupe Bolloré. Camrail, également connue sous le nom de Cameroon Railways, transporte des passagers ainsi que du fret.
En 2016, le pays a subi le pire accident ferroviaire de son histoire après qu'un train surchargé a déraillé près de la ville d'Eséka, tuant au moins 70 personnes.
En 2020, les travaux ont commencé à améliorer Camrail pour un trafic de bauxite plus lourd en provenance de Minim, Martap et Birsock.
En 2022, une société portugaise a commencé à travailler sur un chemin de fer de minerai de fer de Mbalam au nouveau port en eau profonde de Kribi. Une branche de la ligne principale à Edéa, vers Kribi, a également été proposée.